# Saint-Étienne-de-Gourgas
Saint-Étienne-de-Gourgas este o comună în departamentul Hérault din sudul Franței. În 2009 avea o populație de 448 de locuitori.

## Evoluția populației
| An        | 1975 | 1982 | 1990 | 1999 | 2006 | 2009 |
| --------- | ---- | ---- | ---- | ---- | ---- | ---- |
| Populație | 212  | 254  | 253  | 308  | 418  | 448  |